# Comité Revolucionario Secesionista Gallego

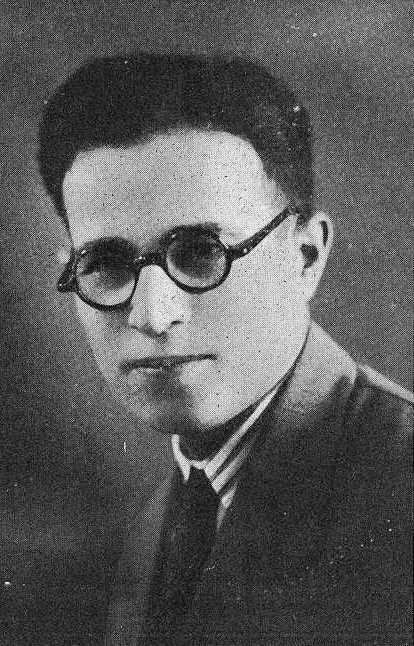
Fuco Gómez, líder del Comité Revolucionario Secesionista Gallego.

El Comité Revolucionario Secesionista Gallego (en gallego: Comité Revoluzonareo Arredista Galego) fue una organización política española fundada por un grupo de emigrantes gallegos en La Habana (Cuba), liderado por Fuco Gómez en 1921. La organización abogó por la independencia de Galicia, y por lo tanto es considerado el primer grupo independentista gallego. Se trató de un grupo de carácter semi-clandestino.
El 25 de julio de 1922, el CRAG emitió la declaración «Independencia o muerte». Más tarde, la organización redactó un proyecto de constitución para Galicia, y diseñó una bandera, himno y escudo de armas para la República de Galicia. Durante la Segunda República Española su actividad política fue irrelevante.
- Datos: Q10991268